# Miasta w Stanach Zjednoczonych

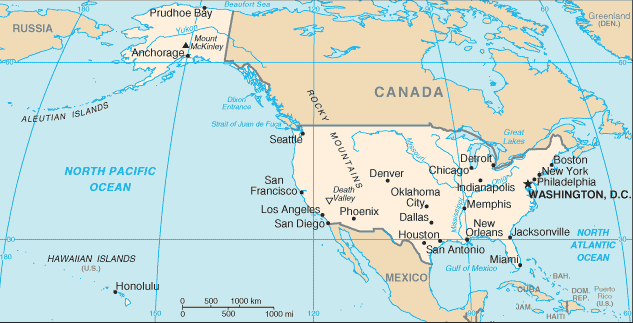
Stany Zjednoczone

Według danych oficjalnych pochodzących z 2012 roku Stany Zjednoczone posiadały ponad 300 miast o ludności przekraczającej 100 tys. mieszkańców. Stolica kraju Waszyngton znajduje się w trzeciej dziesiątce największych miast. Nowy Jork jako jedyne miasto liczyło ponad 5 milionów mieszkańców; 8 miast z ludnością 1–5 mln.; 25 miast z ludnością 500–1000 tys.; 266 miast z ludnością 100–500 tys. oraz reszta miast poniżej 100 tys. mieszkańców.

## Największe miasta w Stanach Zjednoczonych
Największe miasta w Stanach Zjednoczonych według liczebności mieszkańców (stan na 2019 rok):
| L.p. | Miasto      | Stan        | Ludność w 2019 |
| ---- | ----------- | ----------- | -------------- |
| 1.   | Nowy Jork   | Nowy Jork   | 8 336 818      |
| 2.   | Los Angeles | Kalifornia  | 3 979 576      |
| 3.   | Chicago     | Illinois    | 2 693 976      |
| 4.   | Houston     | Teksas      | 2 320 268      |
| 5.   | Phoenix     | Arizona     | 1 680 992      |
| 6.   | Filadelfia  | Pensylwania | 1 584 064      |
| 7.   | San Antonio | Teksas      | 1 547 253      |
| 8.   | San Diego   | Kalifornia  | 1 423 851      |
| 9.   | Dallas      | Teksas      | 1 343 573      |
| 10.  | San Jose    | Kalifornia  | 1 021 795      |

## Alfabetyczna lista miast w Stanach Zjednoczonych

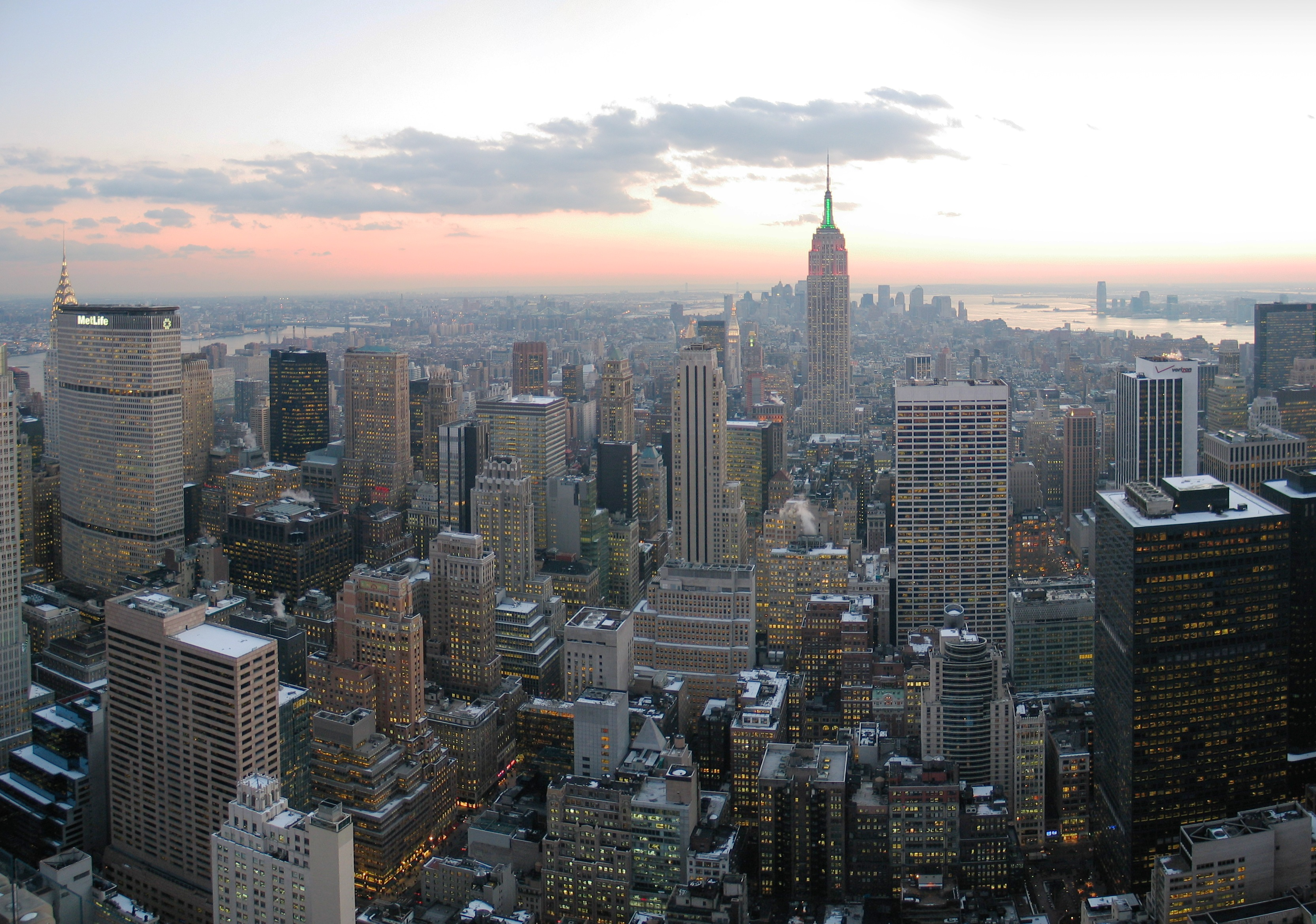
1 – Nowy Jork, Nowy Jork

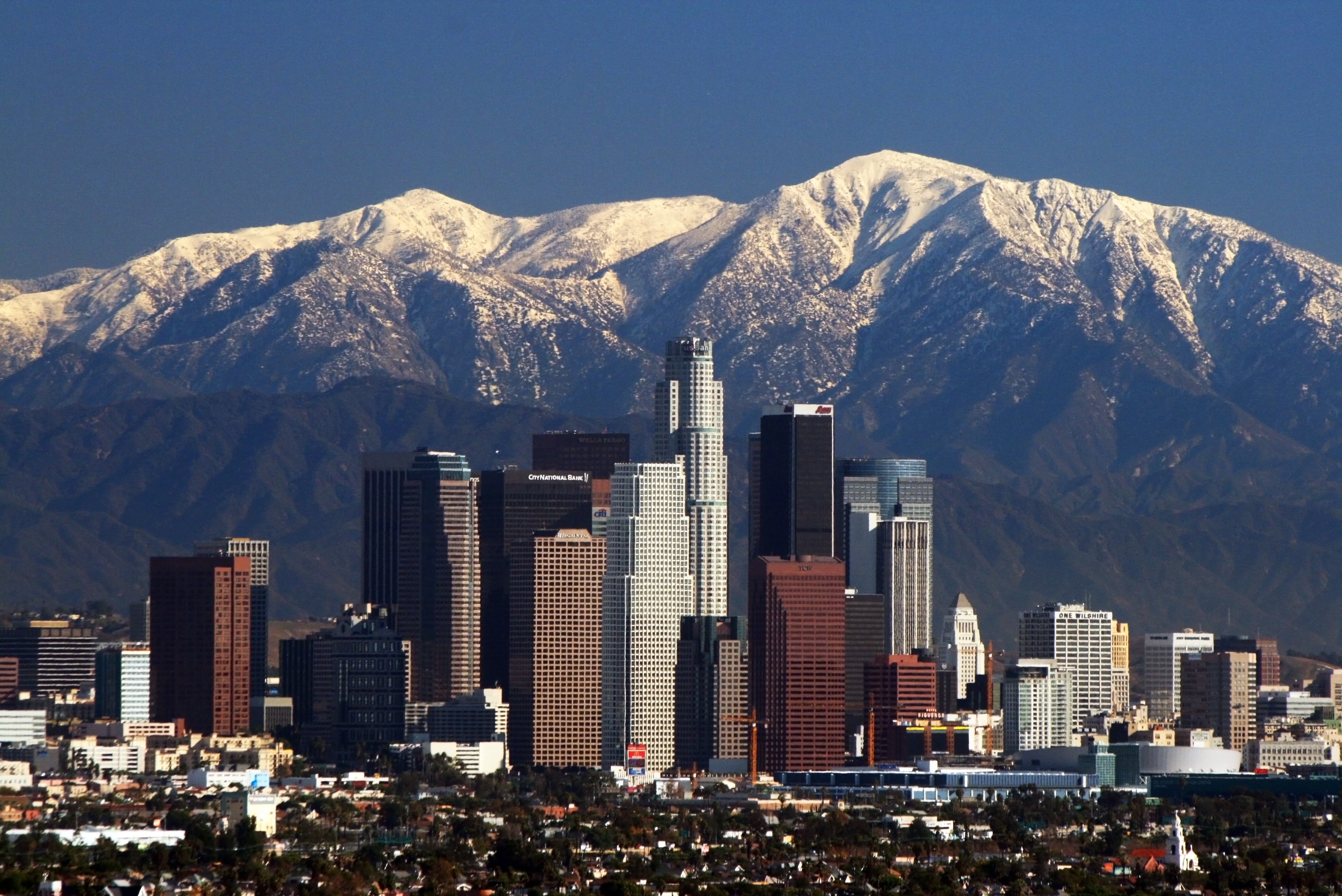
2 – Los Angeles, Kalifornia

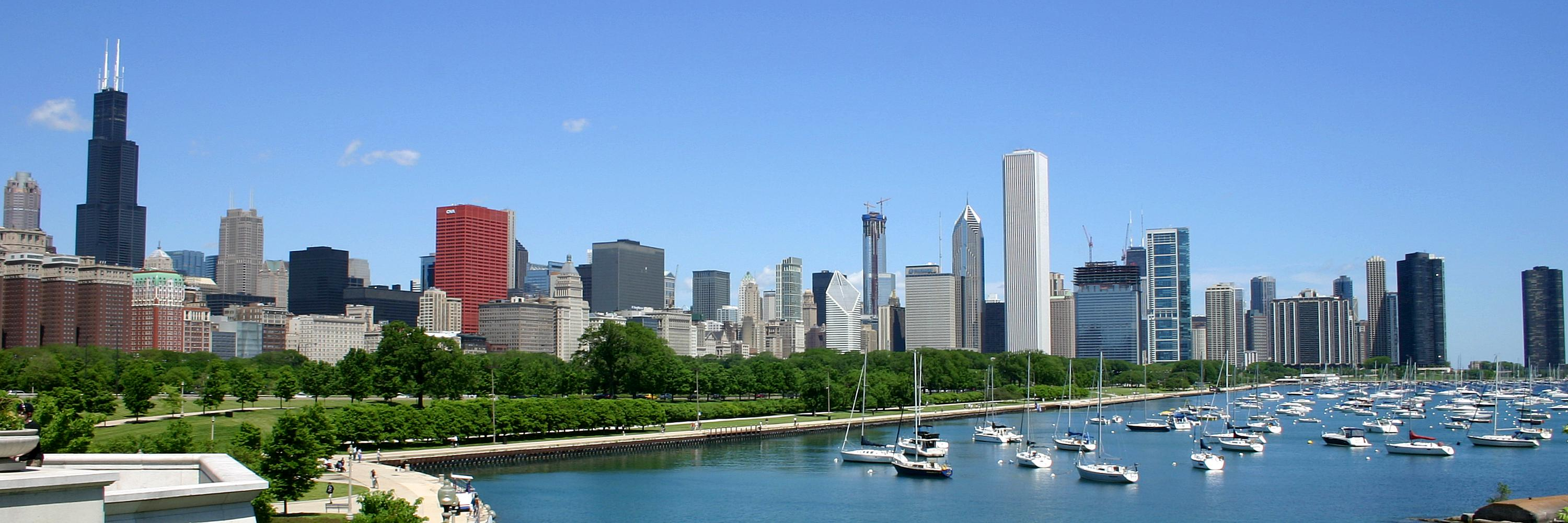
3 – Chicago, Illinois

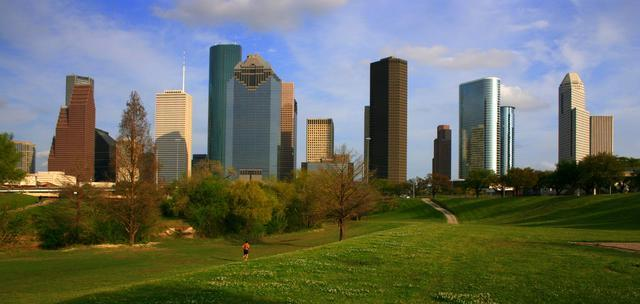
4 – Houston, Teksas

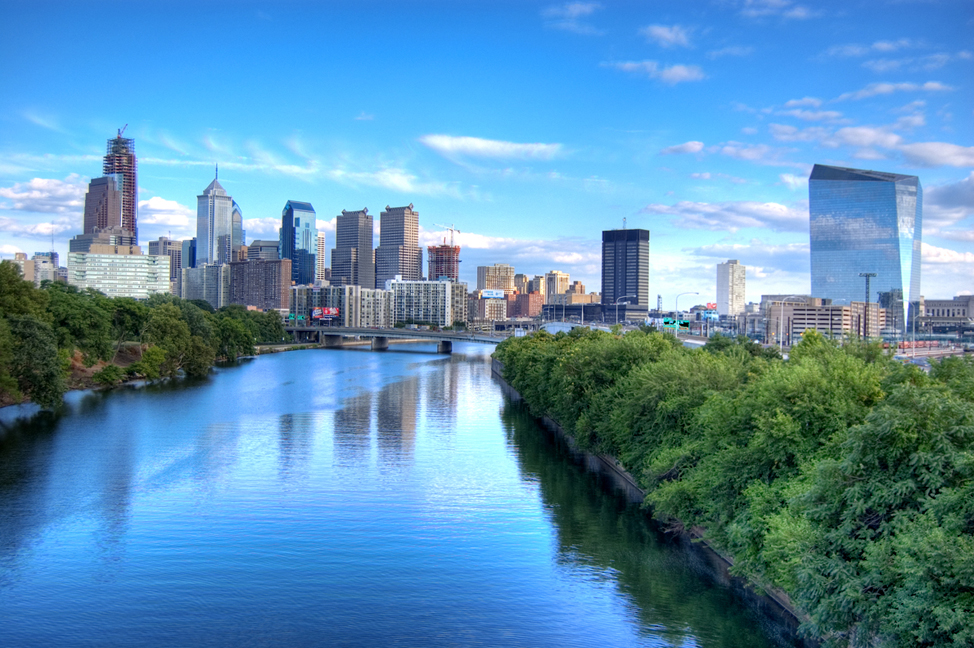
5 – Filadelfia, Pensylwania

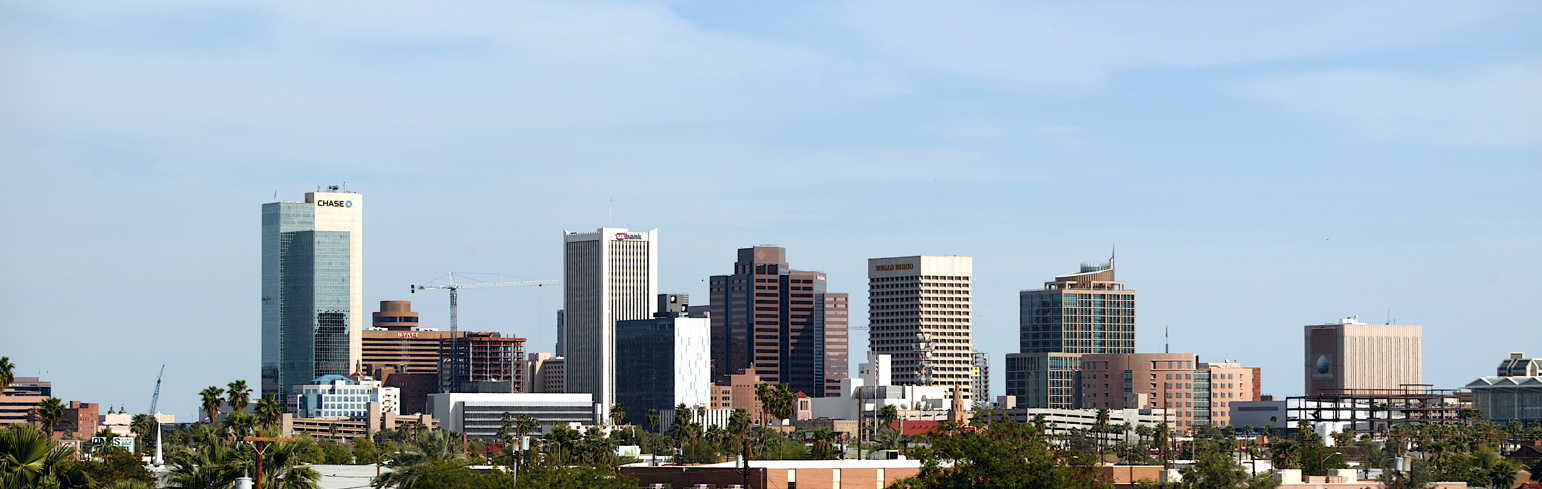
6 – Phoenix, Arizona

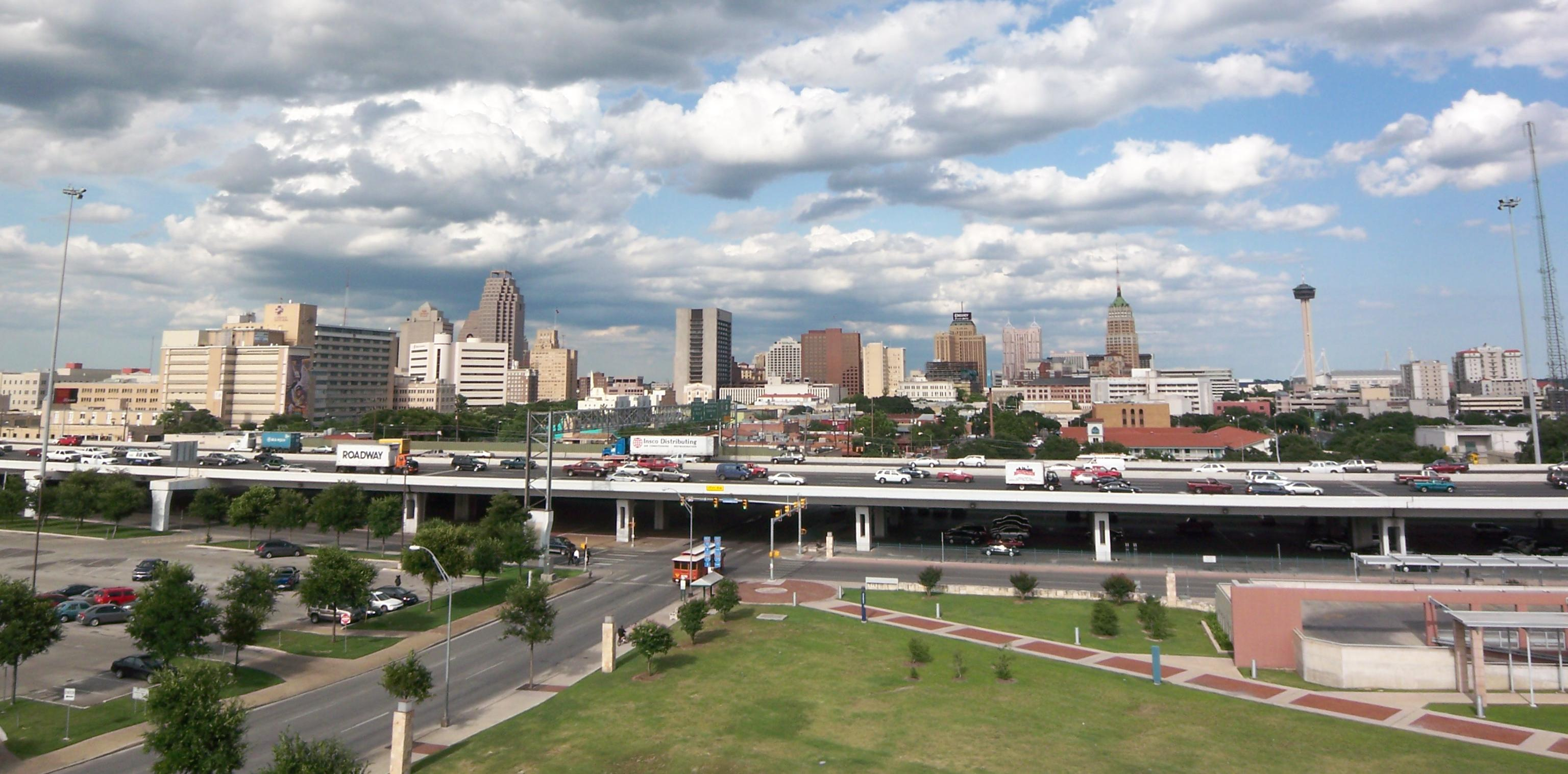
7 – San Antonio, Teksas

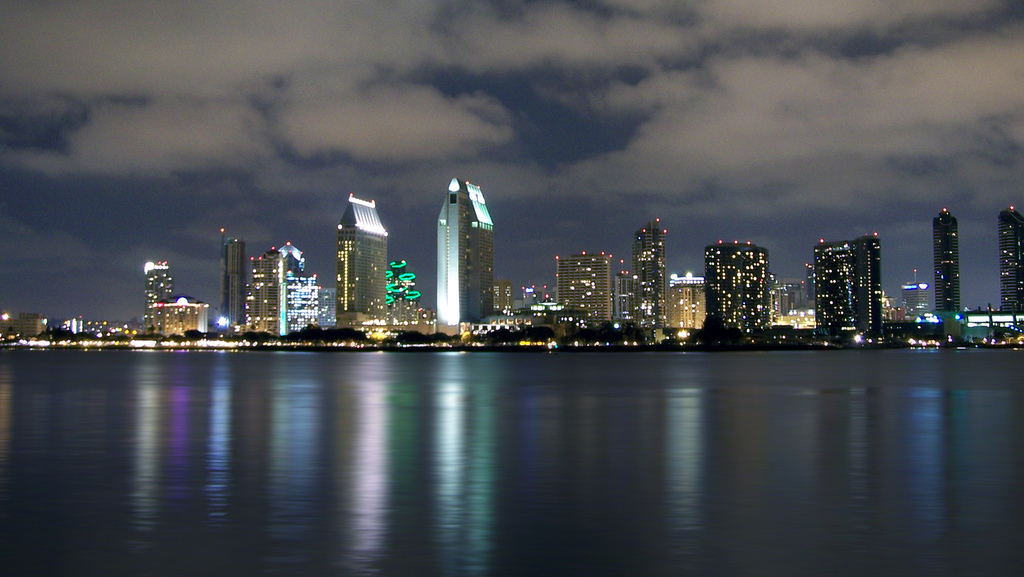
8 – San Diego, Kalifornia

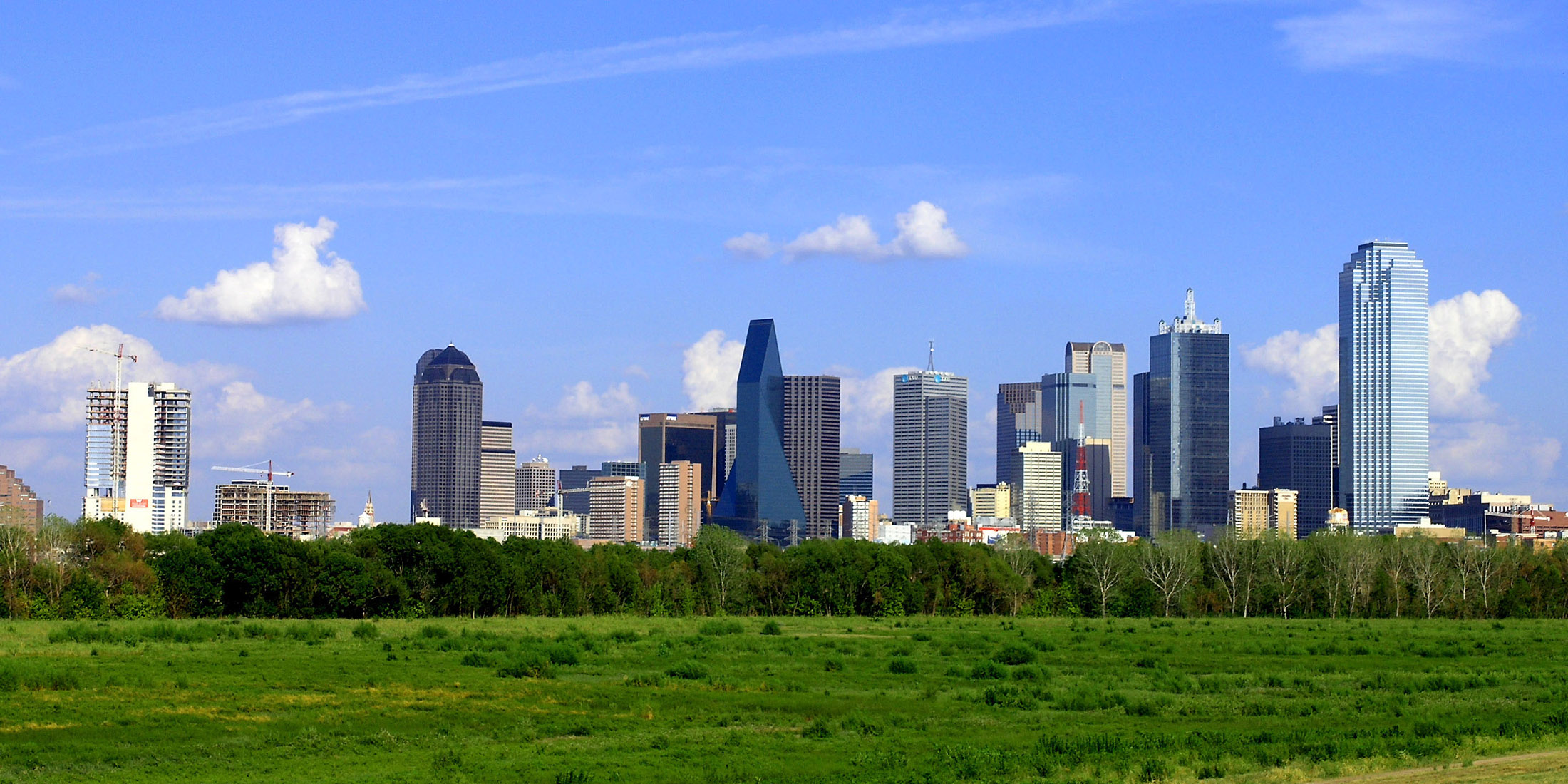
9 – Dallas, Teksas

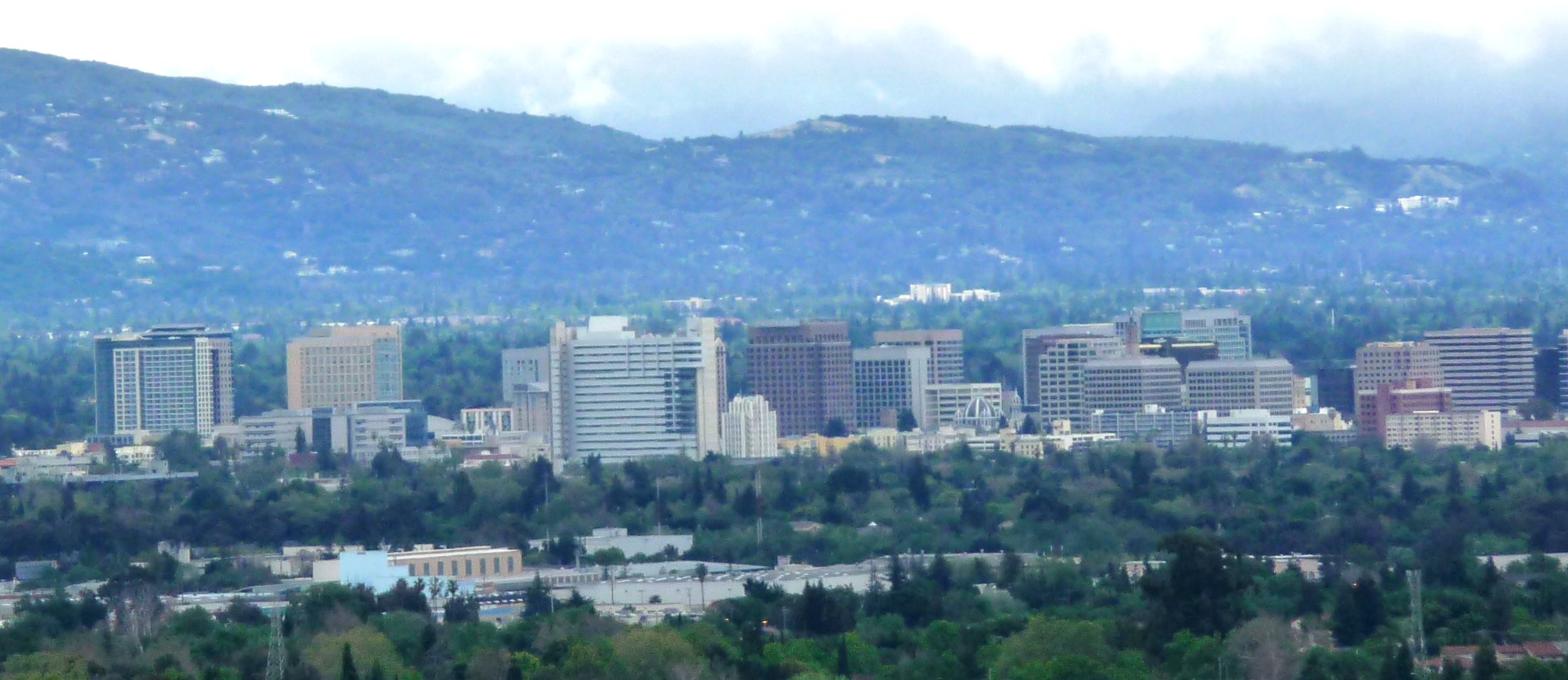
10 – San Jose, Kalifornia

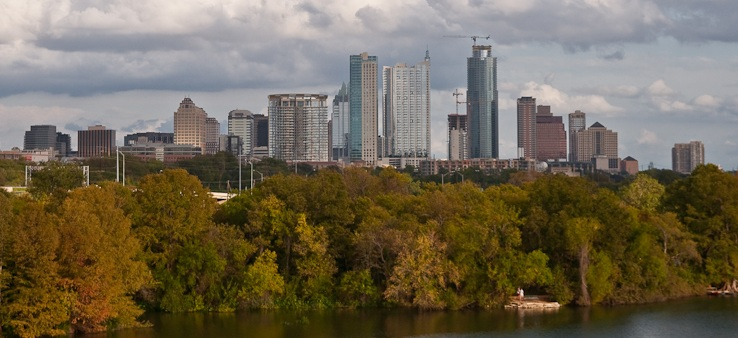
11 – Austin, Teksas

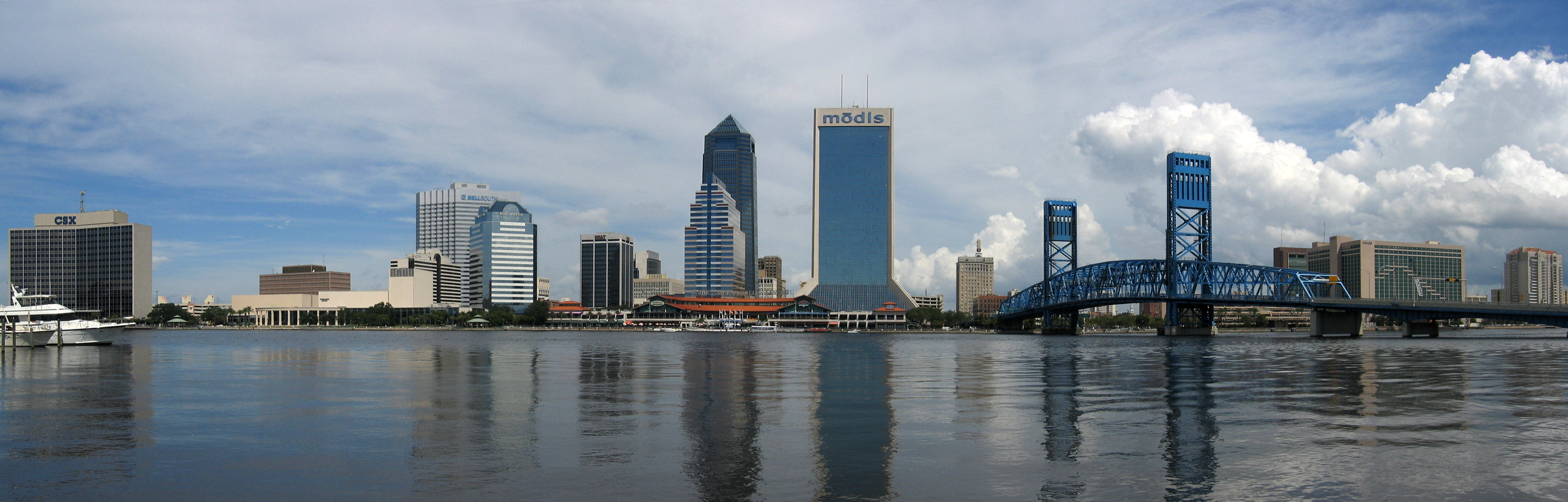
12 – Jacksonville, Floryda

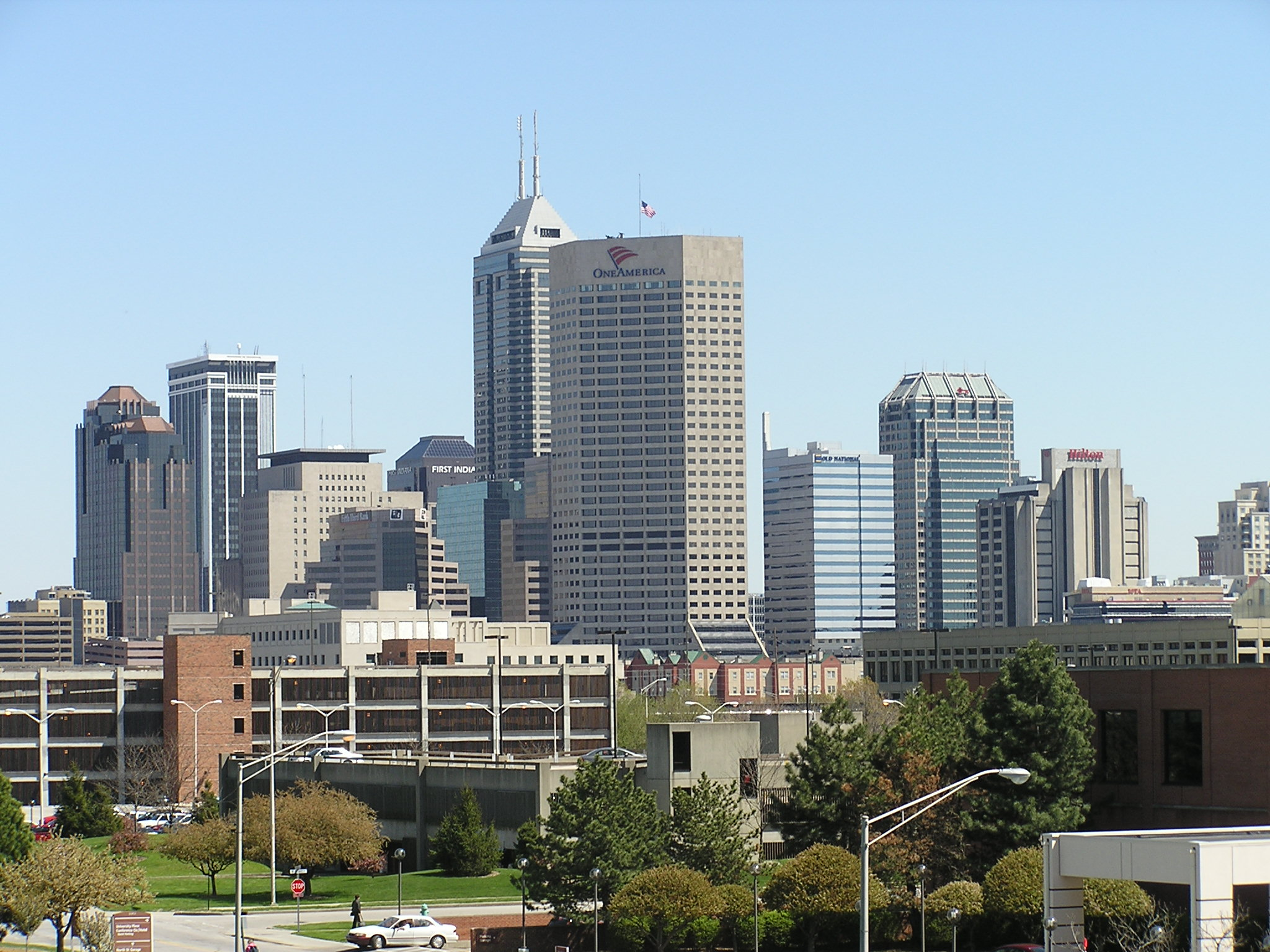
13 – Indianapolis, Indiana

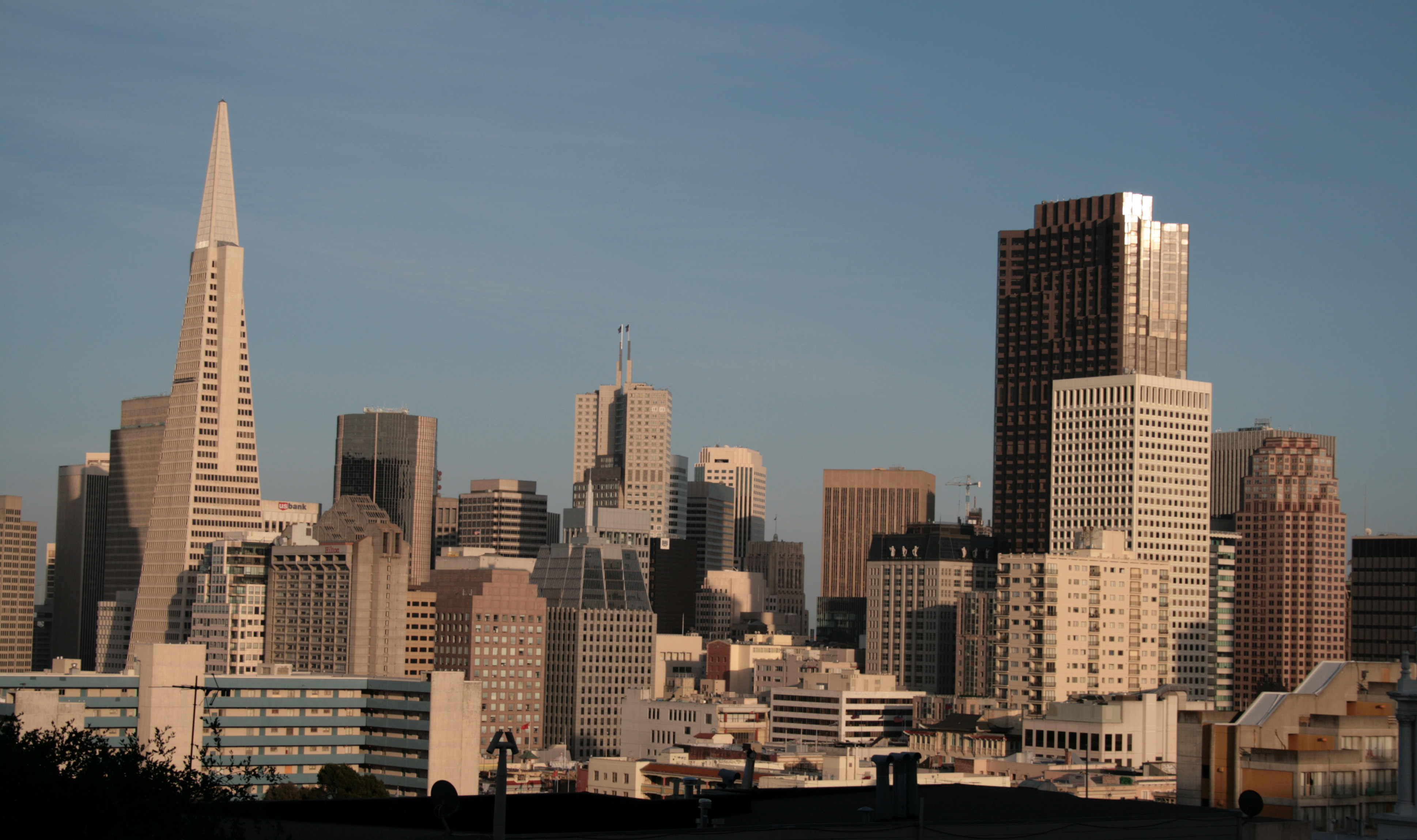
14 – San Francisco, Kalifornia

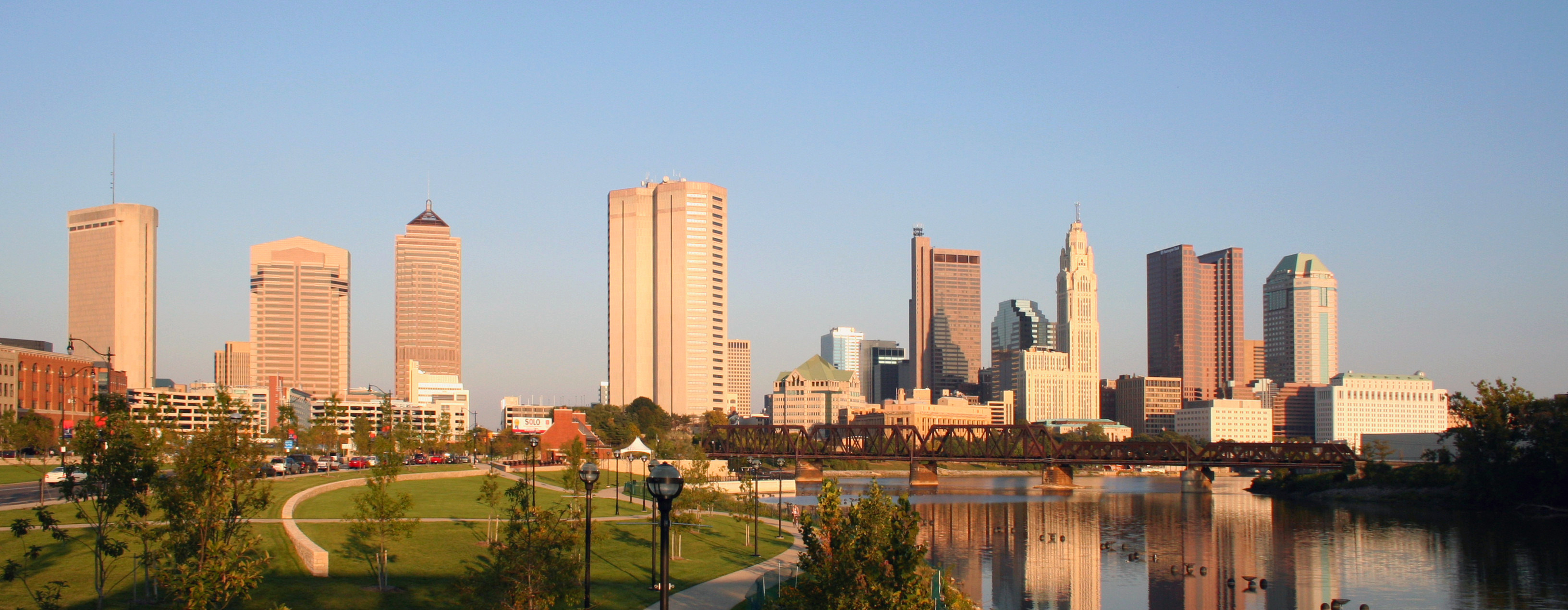
15 – Columbus, Ohio

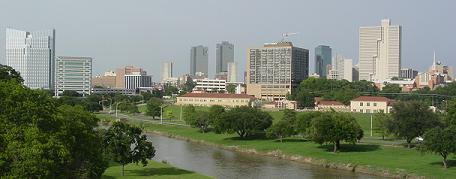
16 – Fort Worth, Teksas

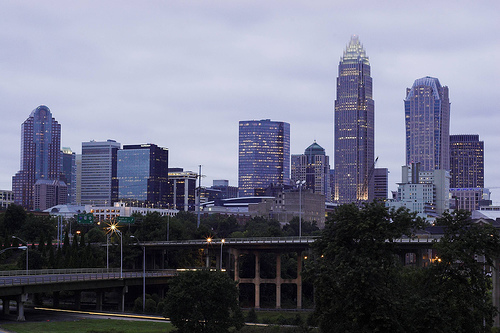
17 – Charlotte, Karolina Północna

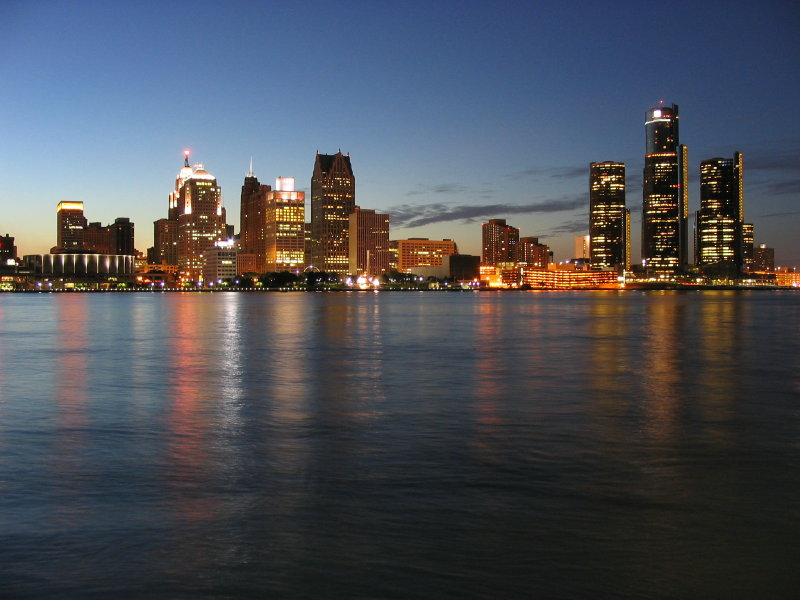
18 – Detroit, Michigan

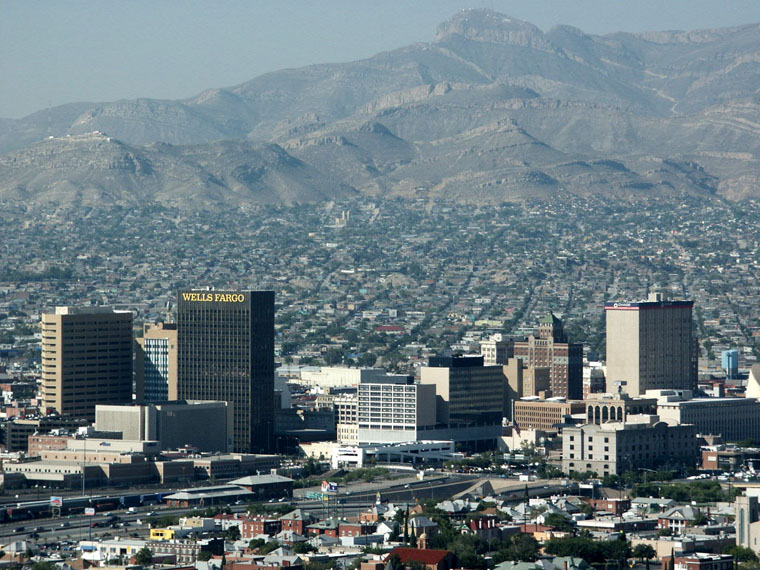
19 – El Paso, Teksas

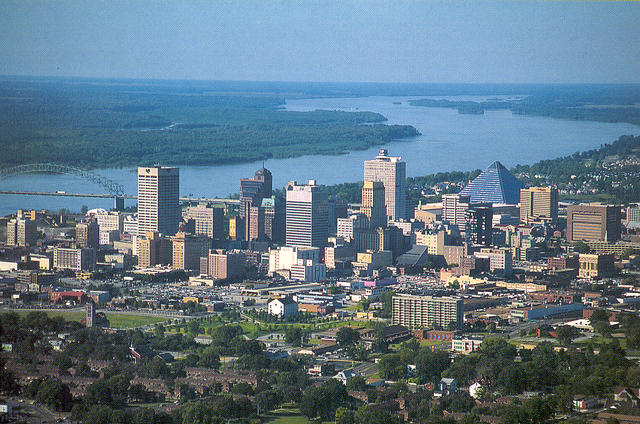
20 – Memphis, Tennessee

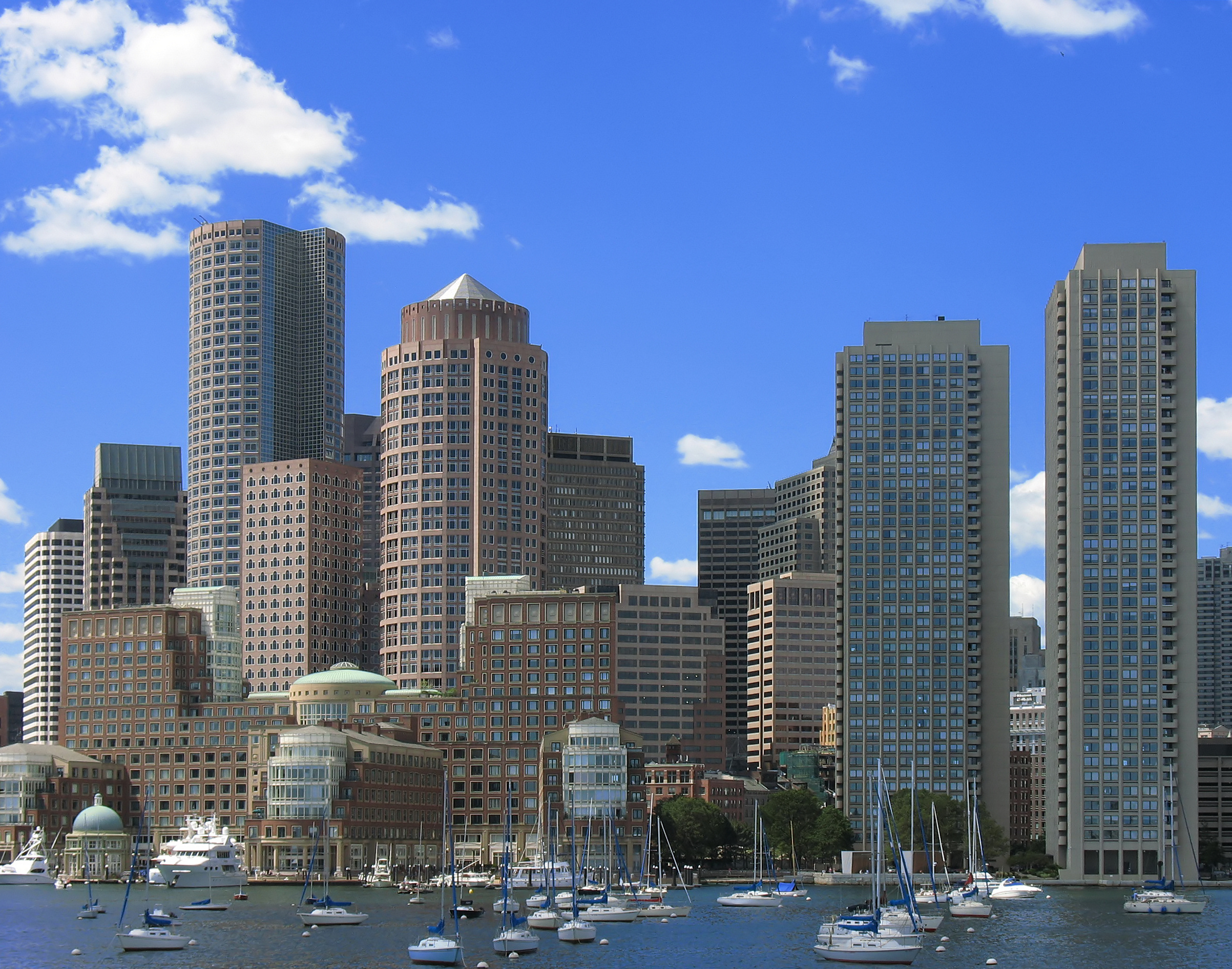
21 – Boston, Massachusetts

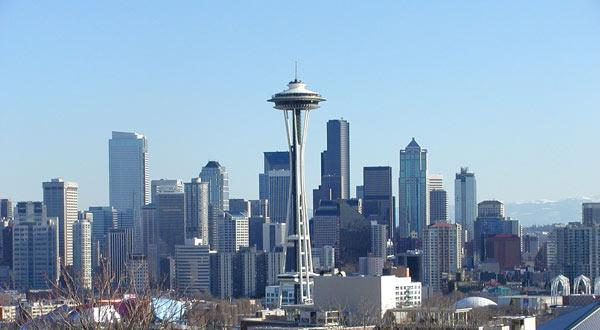
22 – Seattle, Waszyngton

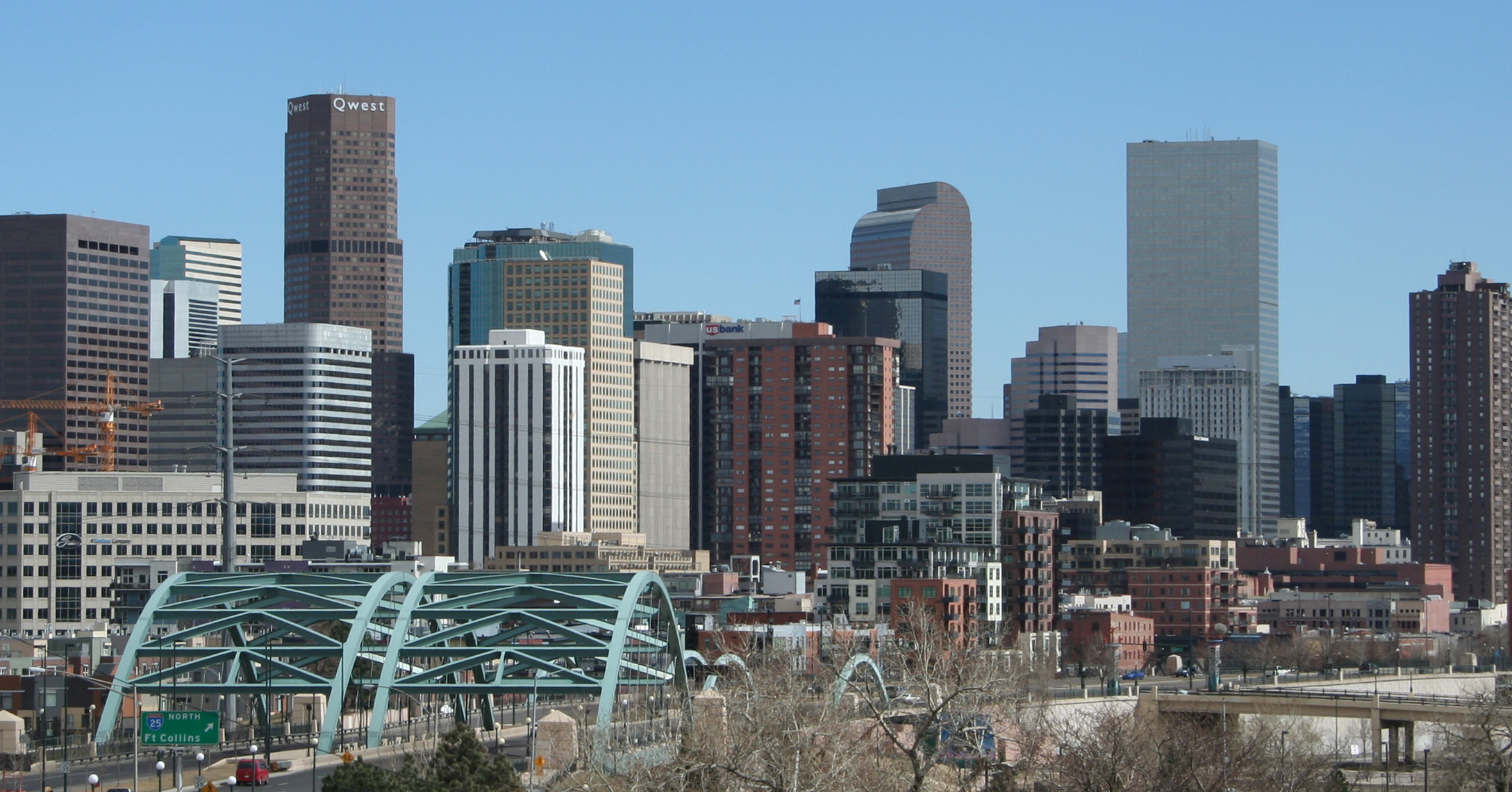
23 – Denver, Kolorado

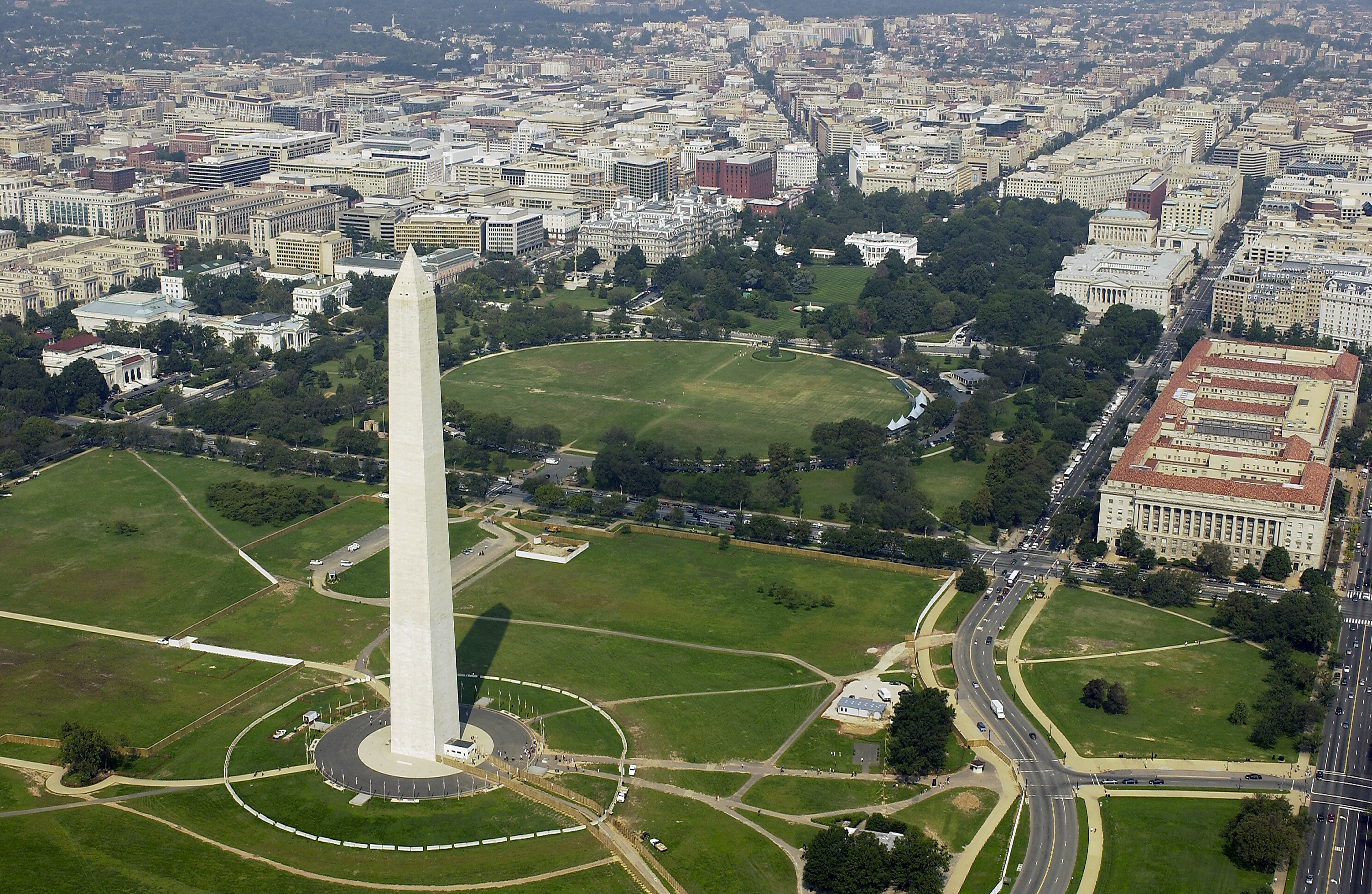
24 – Waszyngton, Dystrykt Kolumbii

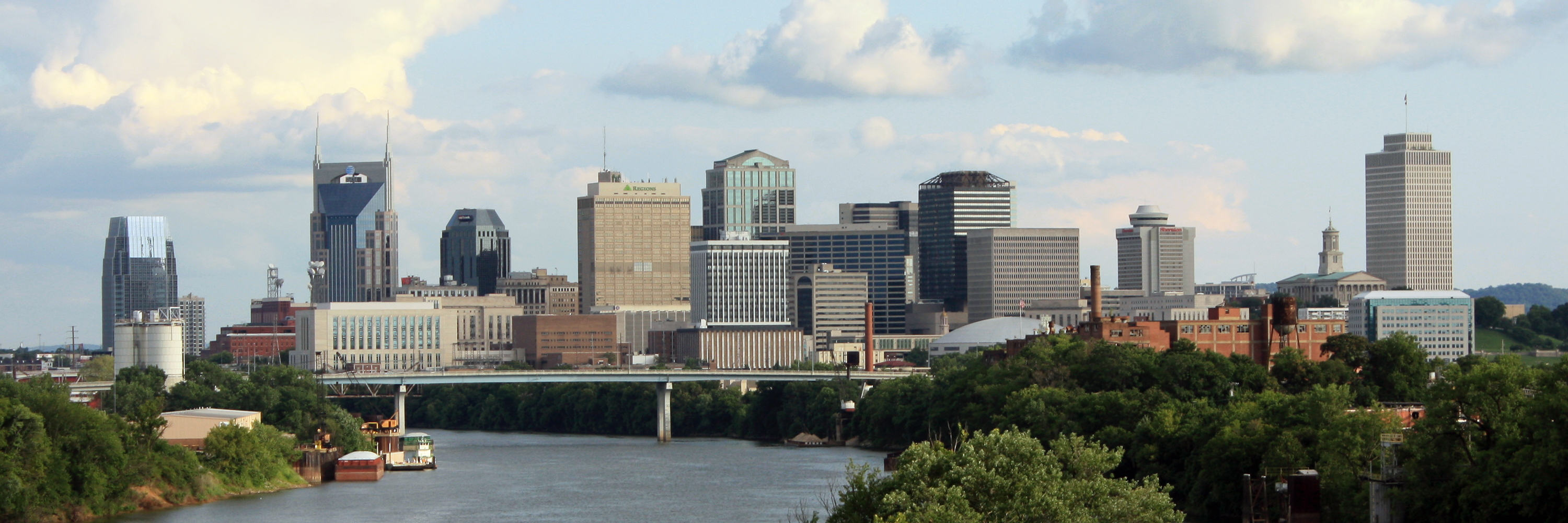
25 – Nashville, Tennessee

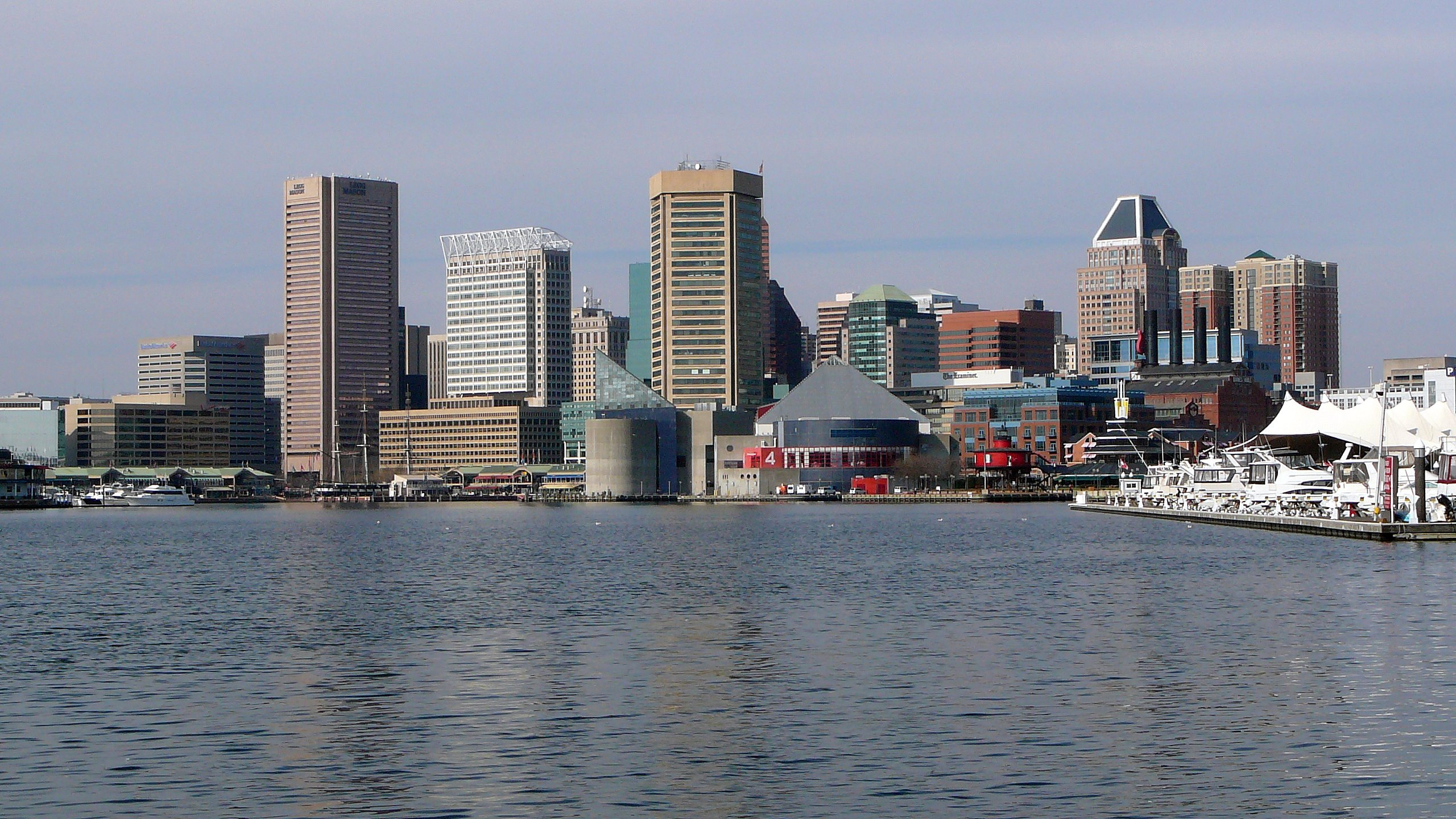
26 – Baltimore, Maryland

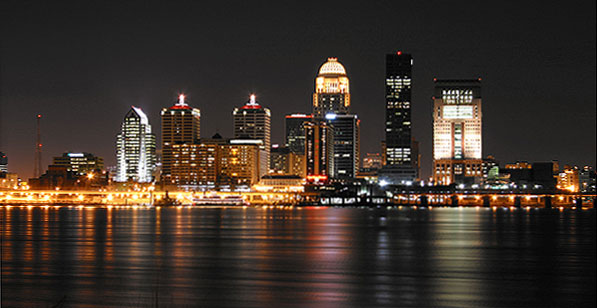
27 – Louisville, Kentucky

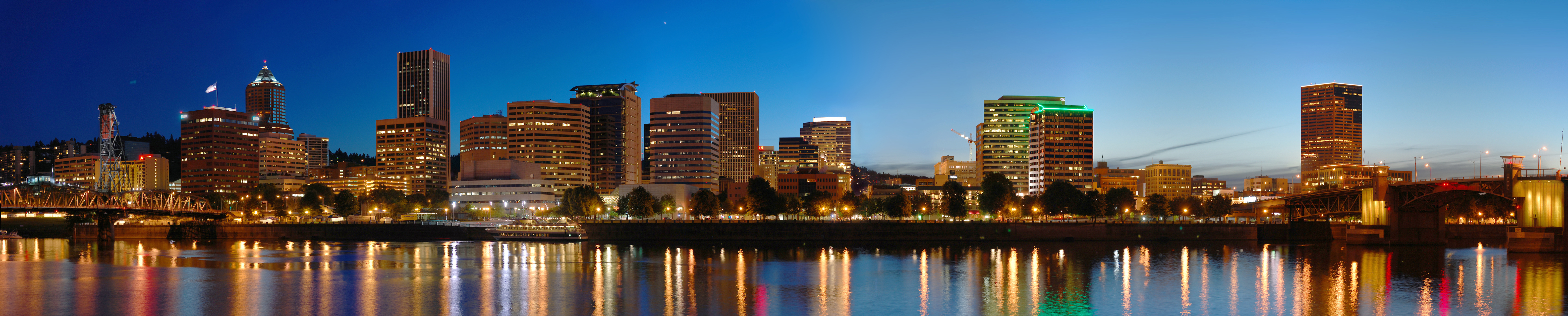
28 – Portland, Oregon

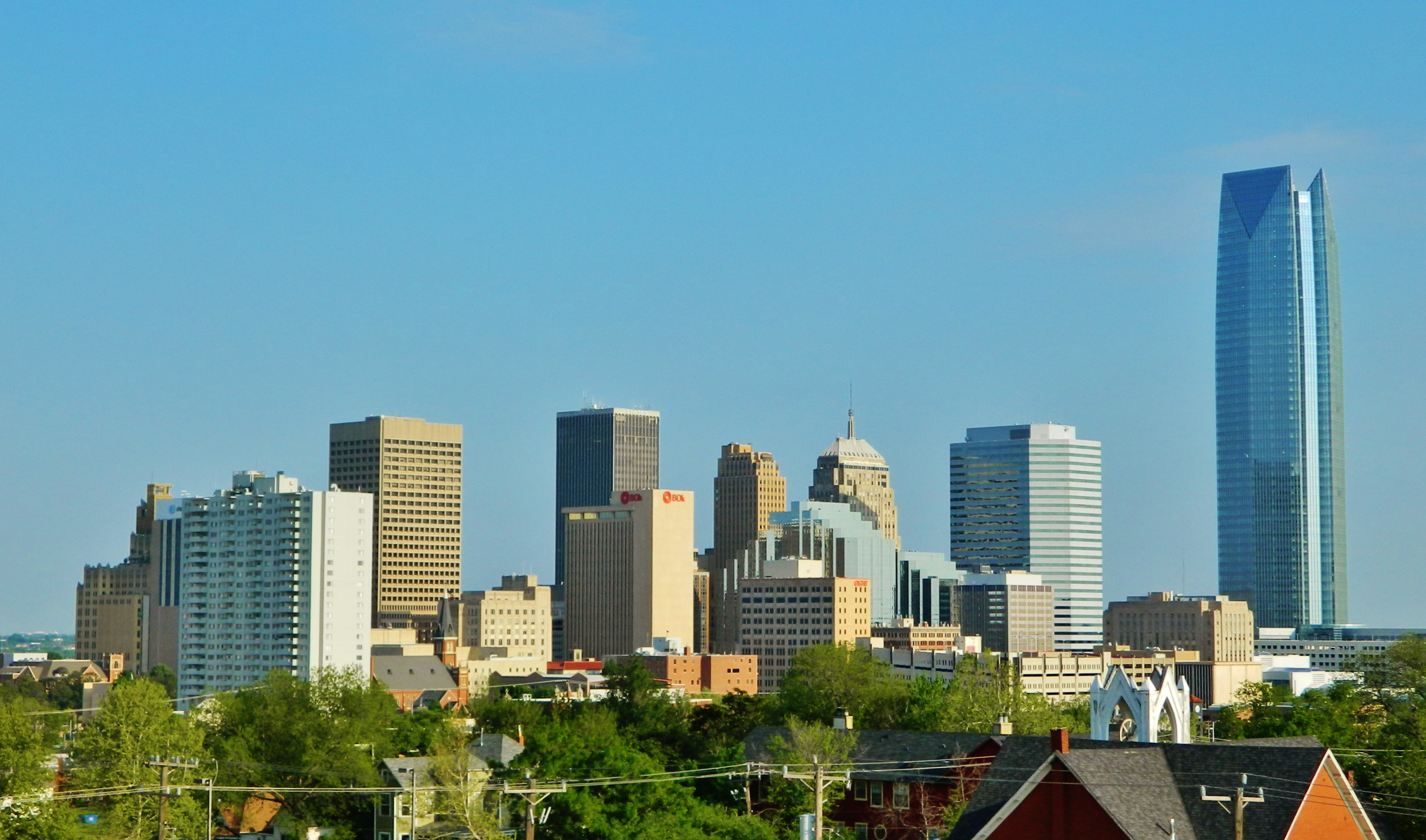
29 – Oklahoma City, Oklahoma

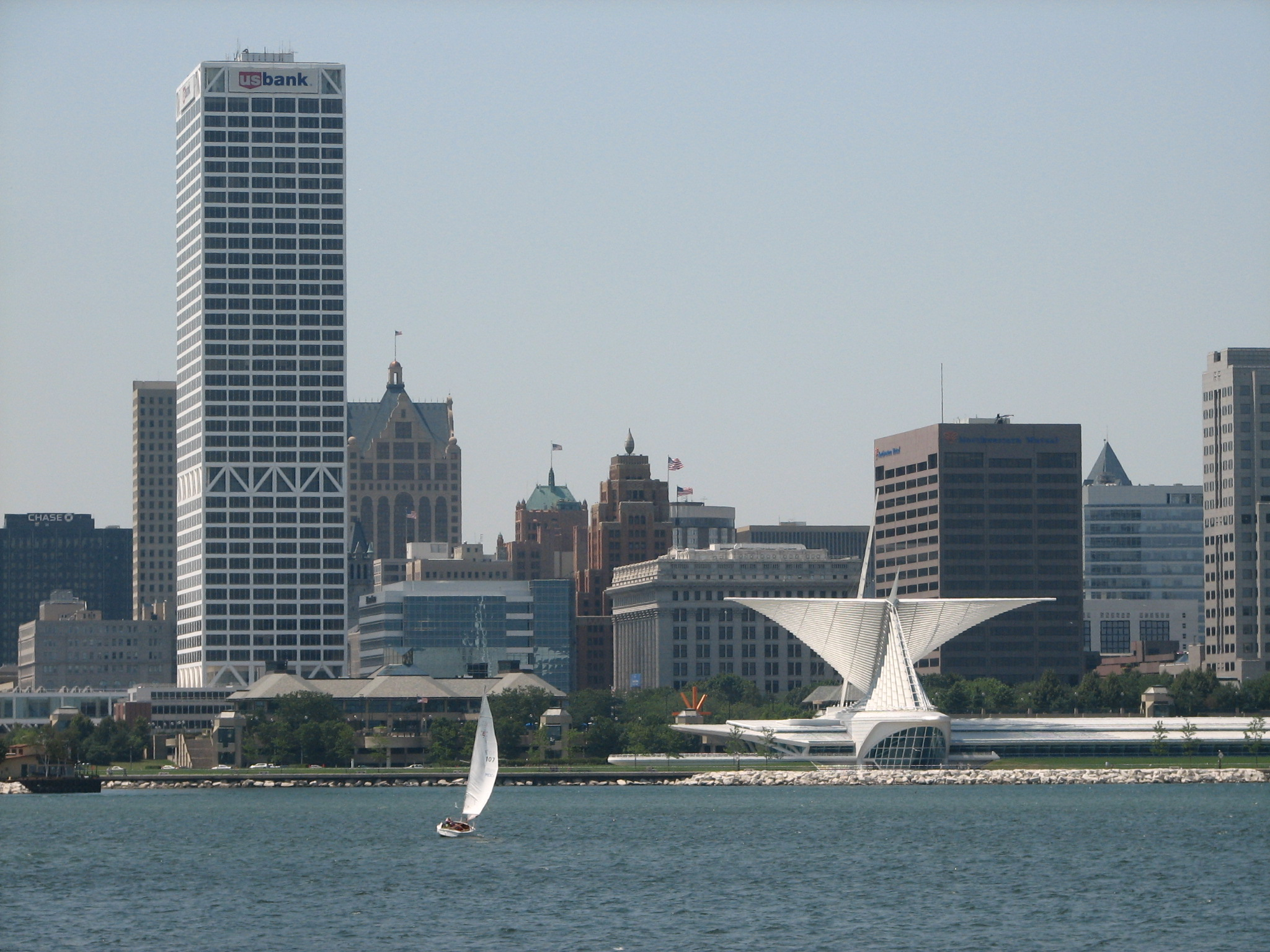
30 – Milwaukee, Wisconsin

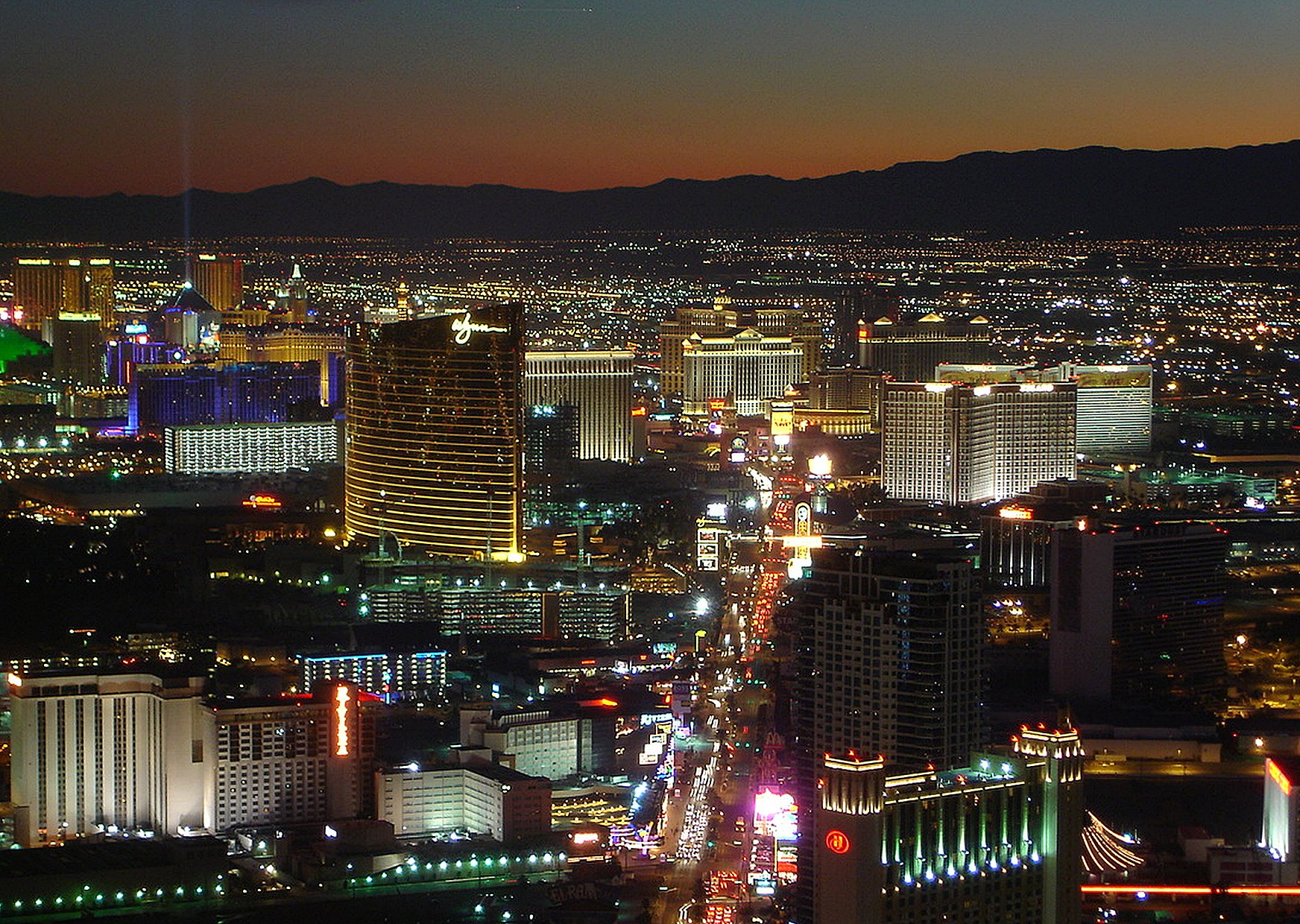
31 – Las Vegas, Nevada

Poniższa tabela zawiera miejscowości określone przez United States Census Bureau z liczbą ludności przekraczającą 100 000 mieszkańców na dzień 1 lipca 2012 (czcionką pogrubioną wydzielono miasta powyżej 1 mln). United States Census Bureau nie uwzględnia w rankingu miejscowości z terytoriów zależnych Stanów Zjednoczonych ani miast Portoryko.
| Miasto                             | Stan                |
| ---------------------------------- | ------------------- |
| Abilene                            | Teksas              |
| Akron                              | Ohio                |
| Albuquerque                        | Nowy Meksyk         |
| Alexandria                         | Wirginia            |
| Allentown                          | Pensylwania         |
| Amarillo                           | Teksas              |
| Anaheim                            | Kalifornia          |
| Anchorage                          | Alaska              |
| Ann Arbor                          | Michigan            |
| Antioch                            | Kalifornia          |
| Arlington                          | Teksas              |
| Arlington                          | Wirginia            |
| Arvada                             | Kolorado            |
| Athens (-Clarke County)            | Georgia             |
| Atlanta                            | Georgia             |
| Augusta (-Richmond County)         | Georgia             |
| Augusta                            | Maine               |
| Aurora                             | Illinois            |
| Aurora                             | Kolorado            |
| Austin                             | Teksas              |
| Bakersfield                        | Kalifornia          |
| Baltimore                          | Maryland            |
| Baton Rouge                        | Luizjana            |
| Beaumont                           | Teksas              |
| Bellevue                           | Waszyngton          |
| Berkeley                           | Kalifornia          |
| Billings                           | Montana             |
| Birmingham                         | Alabama             |
| Bloomington                        | Indiana             |
| Boise                              | Idaho               |
| Boston                             | Massachusetts       |
| Boulder                            | Kolorado            |
| Brandon                            | Floryda             |
| Bridgeport                         | Connecticut         |
| Broken Arrow                       | Oklahoma            |
| Brownsville                        | Teksas              |
| Buffalo                            | Nowy Jork           |
| Burbank                            | Kalifornia          |
| Cambridge                          | Massachusetts       |
| Cape Coral                         | Floryda             |
| Carlsbad                           | Kalifornia          |
| Carrollton                         | Teksas              |
| Cary                               | Karolina Północna   |
| Cedar Rapids                       | Iowa                |
| Centennial                         | Kolorado            |
| Chandler                           | Arizona             |
| Charleston                         | Karolina Południowa |
| Charlotte                          | Karolina Północna   |
| Chattanooga                        | Tennessee           |
| Chesapeake                         | Wirginia            |
| Chicago                            | Illinois            |
| Chula Vista                        | Kalifornia          |
| Cincinnati                         | Ohio                |
| Clarksville                        | Tennessee           |
| Clearwater                         | Floryda             |
| Cleveland                          | Ohio                |
| Colorado Springs                   | Kolorado            |
| Columbia                           | Karolina Południowa |
| Columbia                           | Maryland            |
| Columbia                           | Missouri            |
| Columbus                           | Georgia             |
| Columbus                           | Ohio                |
| Concord                            | Kalifornia          |
| Concord                            | New Hampshire       |
| Coral Springs                      | Floryda             |
| Corona                             | Kalifornia          |
| Corpus Christi                     | Teksas              |
| Costa Mesa                         | Kalifornia          |
| Dallas                             | Teksas              |
| Daly City                          | Kalifornia          |
| Davenport                          | Iowa                |
| Dayton                             | Ohio                |
| Denton                             | Teksas              |
| Denver                             | Kolorado            |
| Des Moines                         | Iowa                |
| Detroit                            | Michigan            |
| Downey                             | Kalifornia          |
| Duluth                             | Minnesota           |
| Durham                             | Karolina Północna   |
| East Los Angeles                   | Kalifornia          |
| Edison                             | New Jersey          |
| El Cajon                           | Kalifornia          |
| El Monte                           | Kalifornia          |
| El Paso                            | Teksas              |
| Elgin                              | Illinois            |
| Elizabeth                          | New Jersey          |
| Elk Grove (łącznie z Laguną)       | Kalifornia          |
| Enterprise                         | Alabama             |
| Enterprise                         | Nevada              |
| Erie                               | Pensylwania         |
| Escondido                          | Kalifornia          |
| Eugene                             | Oregon              |
| Evansville                         | Indiana             |
| Everett                            | Waszyngton          |
| Fairfield                          | Kalifornia          |
| Fargo                              | Dakota Północna     |
| Fayetteville                       | Arkansas            |
| Fayetteville                       | Karolina Północna   |
| Filadelfia (Philadelphia)          | Pensylwania         |
| Flint                              | Michigan            |
| Fontana                            | Kalifornia          |
| Fort Collins                       | Kolorado            |
| Fort Lauderdale                    | Floryda             |
| Fort Smith                         | Arkansas            |
| Fort Wayne                         | Indiana             |
| Fort Worth                         | Teksas              |
| Fremont                            | Kalifornia          |
| Fresno                             | Kalifornia          |
| Frisco                             | Teksas              |
| Fullerton                          | Kalifornia          |
| Gainesville                        | Floryda             |
| Garden Grove                       | Kalifornia          |
| Garland                            | Teksas              |
| Gilbert                            | Arizona             |
| Glendale                           | Arizona             |
| Glendale                           | Kalifornia          |
| Grand Prairie                      | Teksas              |
| Grand Rapids                       | Michigan            |
| Green Bay                          | Wisconsin           |
| Greensboro                         | Karolina Północna   |
| Gresham                            | Oregon              |
| Hamilton                           | Ohio                |
| Hampton                            | Wirginia            |
| Hartford                           | Connecticut         |
| Hayward                            | Kalifornia          |
| Henderson                          | Nevada              |
| Hialeah                            | Floryda             |
| High Point                         | Karolina Północna   |
| Highlands Ranch                    | Kolorado            |
| Hollywood                          | Floryda             |
| Honolulu (Urban Honolulu CDP)      | Hawaje              |
| Houston                            | Teksas              |
| Huntington Beach                   | Kalifornia          |
| Huntsville                         | Alabama             |
| Independence                       | Missouri            |
| Indianapolis                       | Indiana             |
| Inglewood                          | Kalifornia          |
| Irvine                             | Kalifornia          |
| Irving                             | Teksas              |
| Iowa City                          | Iowa                |
| Jackson                            | Missisipi           |
| Jacksonville                       | Floryda             |
| Jersey City                        | New Jersey          |
| Joliet                             | Illinois            |
| Kansas City                        | Kansas              |
| Kansas City                        | Missouri            |
| Kenosha                            | Wisconsin           |
| Kent                               | Waszyngton          |
| Killeen                            | Teksas              |
| Knoxville                          | Tennessee           |
| Lafayette                          | Indiana             |
| Lafayette                          | Luizjana            |
| Lakewood                           | Kolorado            |
| Lancaster                          | Kalifornia          |
| Lancaster                          | Pensylwania         |
| Lansing                            | Michigan            |
| Laredo                             | Teksas              |
| Las Cruces                         | Nowy Meksyk         |
| Las Vegas                          | Nevada              |
| Lexington (-Fayette)               | Kentucky            |
| Lincoln                            | Nebraska            |
| Little Rock                        | Arkansas            |
| Long Beach                         | Kalifornia          |
| Los Angeles                        | Kalifornia          |
| Louisville (/Jefferson County)     | Kentucky            |
| Lowell                             | Massachusetts       |
| Lubbock                            | Teksas              |
| Madison                            | Wisconsin           |
| Manchester                         | New Hampshire       |
| McAllen                            | Teksas              |
| McKinney                           | Teksas              |
| Memphis                            | Tennessee           |
| Mesa                               | Arizona             |
| Mesquite                           | Teksas              |
| Metairie                           | Luizjana            |
| Miami                              | Floryda             |
| Miami Beach                        | Floryda             |
| Miami Gardens (Carol City-Norland) | Floryda             |
| Midland                            | Teksas              |
| Milwaukee                          | Wisconsin           |
| Minneapolis                        | Minnesota           |
| Miramar                            | Floryda             |
| Mobile                             | Alabama             |
| Modesto                            | Kalifornia          |
| Montgomery                         | Alabama             |
| Moreno Valley                      | Kalifornia          |
| Murfreesboro                       | Tennessee           |
| Murrieta                           | Kalifornia          |
| Naperville                         | Illinois            |
| Nashville (-Davidson)              | Tennessee           |
| New Haven                          | Connecticut         |
| Newark                             | New Jersey          |
| Newport News                       | Wirginia            |
| Norfolk                            | Wirginia            |
| Norman                             | Oklahoma            |
| North Charleston                   | Karolina Południowa |
| North Las Vegas                    | Nevada              |
| Norwalk                            | Kalifornia          |
| Nowy Jork (New York)               | Nowy Jork           |
| Nowy Orlean (New Orleans)          | Luizjana            |
| Oakland                            | Kalifornia          |
| Oceanside                          | Kalifornia          |
| Odessa                             | Teksas              |
| Oklahoma City                      | Oklahoma            |
| Olathe                             | Kansas              |
| Omaha                              | Nebraska            |
| Ontario                            | Kalifornia          |
| Orange                             | Kalifornia          |
| Orlando                            | Floryda             |
| Overland Park                      | Kansas              |
| Oxnard                             | Kalifornia          |
| Palm Bay                           | Floryda             |
| Palmdale                           | Kalifornia          |
| Paradise                           | Nevada              |
| Pasadena                           | Kalifornia          |
| Pasadena                           | Teksas              |
| Paterson                           | New Jersey          |
| Pembroke Pines                     | Floryda             |
| Peoria                             | Arizona             |
| Peoria                             | Illinois            |
| Phoenix                            | Arizona             |
| Pittsburgh                         | Pensylwania         |
| Plano                              | Teksas              |
| Pomona                             | Kalifornia          |
| Pompano Beach                      | Floryda             |
| Port St. Lucie                     | Floryda             |
| Portland                           | Maine               |
| Portland                           | Oregon              |
| Portsmouth                         | Wirginia            |
| Providence                         | Rhode Island        |
| Provo                              | Utah                |
| Pueblo                             | Kolorado            |
| Raleigh                            | Karolina Północna   |
| Rancho Cucamonga                   | Kalifornia          |
| Reno                               | Nevada              |
| Rialto                             | Kalifornia          |
| Richardson                         | Teksas              |
| Richmond                           | Kalifornia          |
| Richmond                           | Wirginia            |
| Riverside                          | Kalifornia          |
| Rochester                          | Minnesota           |
| Rochester                          | Nowy Jork           |
| Rockford                           | Illinois            |
| Roseville                          | Kalifornia          |
| Round Rock                         | Teksas              |
| Sacramento                         | Kalifornia          |
| St. Louis                          | Missouri            |
| Saint Paul                         | Minnesota           |
| St. Petersburg                     | Floryda             |
| Salem                              | Oregon              |
| Salinas                            | Kalifornia          |
| Salt Lake City                     | Utah                |
| San Antonio                        | Teksas              |
| San Bernardino                     | Kalifornia          |
| San Diego                          | Kalifornia          |
| San Francisco                      | Kalifornia          |
| San Jose                           | Kalifornia          |
| Santa Ana                          | Kalifornia          |
| Santa Clara                        | Kalifornia          |
| Santa Clarita                      | Kalifornia          |
| Santa Maria                        | Kalifornia          |
| Santa Rosa                         | Kalifornia          |
| Savannah                           | Georgia             |
| Scottsdale                         | Arizona             |
| Seattle                            | Waszyngton          |
| Shreveport                         | Luizjana            |
| Simi Valley                        | Kalifornia          |
| Sioux City                         | Iowa                |
| Sioux Falls                        | Dakota Południowa   |
| South Bend                         | Indiana             |
| Spokane                            | Waszyngton          |
| Spring Hill                        | Floryda             |
| Spring Valley                      | Nevada              |
| Springfield                        | Illinois            |
| Springfield                        | Massachusetts       |
| Springfield                        | Missouri            |
| Stamford                           | Connecticut         |
| Sterling Heights                   | Michigan            |
| Stockton                           | Kalifornia          |
| Sunnyvale                          | Kalifornia          |
| Sunrise Manor                      | Nevada              |
| Surprise                           | Arizona             |
| Syracuse                           | Nowy Jork           |
| Tacoma                             | Waszyngton          |
| Tallahassee                        | Floryda             |
| Tampa                              | Floryda             |
| Temecula                           | Kalifornia          |
| Tempe                              | Arizona             |
| The Woodlands                      | Teksas              |
| Thornton                           | Kolorado            |
| Thousand Oaks                      | Kalifornia          |
| Toledo                             | Ohio                |
| Topeka                             | Kansas              |
| Torrance                           | Kalifornia          |
| Tucson                             | Arizona             |
| Tulsa                              | Oklahoma            |
| Tuscaloosa                         | Alabama             |
| Vallejo                            | Kalifornia          |
| Vancouver                          | Waszyngton          |
| Ventura (San Buenaventura)         | Kalifornia          |
| Victorville                        | Kalifornia          |
| Virginia Beach                     | Wirginia            |
| Visalia                            | Kalifornia          |
| Waco                               | Teksas              |
| Warren                             | Michigan            |
| Waszyngton                         | Dystrykt Kolumbii   |
| Waterbury                          | Connecticut         |
| West Covina                        | Kalifornia          |
| West Jordan                        | Utah                |
| West Palm Beach                    | Floryda             |
| West Valley City                   | Utah                |
| Westminster                        | Kolorado            |
| Wichita                            | Kansas              |
| Wichita Falls                      | Teksas              |
| Wilmington                         | Karolina Północna   |
| Winston-Salem                      | Karolina Północna   |
| Worcester                          | Massachusetts       |
| Yonkers                            | Nowy Jork           |
| Youngstown                         | Ohio                |